# Coelioxys coturnix
Coelioxys coturnix är en biart som beskrevs av Pérez 1884. Coelioxys coturnix ingår i släktet kägelbin, och familjen buksamlarbin. Inga underarter finns listade i Catalogue of Life.